# کالین آسکی
کالین آسکی (انگلیسی: Colin Askey; ۳ اکتبر ۱۹۳۲ ) بازیکن فوتبال اهل بریتانیا بود.
از باشگاه‌هایی که در آن بازی کرده‌است می‌توان به باشگاه فوتبال منزفیلد تاون، باشگاه فوتبال والسال، باشگاه فوتبال مکلسفیلد تاون، باشگاه فوتبال وینسفورد یونایتد، باشگاه فوتبال میلتون یونایتد، باشگاه فوتبال استافورد رانجرز و باشگاه فوتبال پورت ویل اشاره کرد.